# Sitric Cáech
Sitric Cáech av Northumbria, död 927, var en engelsk monark. Han var kung av Kungariket Jorvik (kung av Södra Northumbria och York) 921–927. 